# Malmesbury (Południowa Afryka)
Malmesbury – miasto, zamieszkane przez 10 299 ludzi (2011), w Południowej Afryce, w prowincji Przylądkowej Zachodniej.
Miasto leży 65 km na północ od Kapsztadu, nazwano je na cześć Jamesa Harrisa, 1. hrabiego Malmesbury. Pierwsze farmy w okolicy założono w 1703 roku, nazwę Malmesbury nadano w roku 1829, w 1860 nadano miastu status siedziby gminy.